# William Empson
William Empson, né le  27 septembre 1906 au hameau de Yokefleet (Yorkshire) (en) à proximité de Hawden, non loin de Goole dans le Yorkshire, mort le 15 avril 1984, à Londres est un poète, critique littéraire, animateur de radio et professeur d'université britannique. Il s'est fait connaître et reconnaître par sa contribution au renouveau de la critique littéraire, notamment par le mouvement dit New criticism. Il est anobli en 1979.

## Biographie

### Jeunesse et formation
William Empson est né en 1906, il est le benjamin des cinq enfants de Arthur Reginald Empson (1853-1916), un propriétaire terrien, membre de la gentry du Yorkshire, magistrat et de Laura Mickelthwait Empson (1865-1944),.
Après ses études primaires à Yorkfleeet, William Empson entre à la Folkestone Preparatory School dans le comté du Kent, brillant élève où il est le lauréat d'un prix de littérature anglaise, bien qu'il soit avant tout spécialisé en mathématiques. Grâce à l'obtention d'une bourse d'études, il peut se présenter au Winchester College où il est admis en 1920. En 1924, William Empson quitte le Winchester College avec un prix de mathématiques,.

#### L'université de Cambridge
En 1925, William Empson est le bénéficiaire d'une bourse d'études qui lui permet de poursuivre des études de mathématiques au Magdalene College rattaché à l'Université de Cambridge. Son directeur de recherche est Arthur Stanley Ramsey (en), le père du mathématicien Frank Ramsey. William Empson passe les examens appelés Mathematical Tripos en 1926 à 1928 où il finit second de sa promotion.
Parallèlement, William Empson s'inscrit au cours de Ivor Armstrong Richards, l'auteur de Principles of Literary Criticism publié en 1924 et de Science and Poetry publié en 1926. En juin 1929, il remporte un concours littéraire du Magdalene College comme premier un exploit remporté également par Muriel Bradbrook la même année. Ce prix  permet à  William Empson d'obtenir à nouveau une bourse pour finaliser ses études.

#### Le scandale
William Empson est surpris comme détenteur de préservatifs, il est par ailleurs soupçonné de faire entrer une jeune femme dans sa chambre universitaire et d'y pratiquer des relations sexuelles. Le scandale déclenche, en urgence, une réunion des instances dirigeantes du Magdalene College. Il est décidé de le renvoyer de l'établissement, de lui retirer sa bourse d'études et d'effacer son nom sur tous les documents du Magdalene College,.

### Carrière

#### Années 1929-1930
Après son expulsion du  Magdalene College, William Empson emménage à Londres, où il décide de devenir un écrivain. Il étudie et développe sa connaissance des auteurs tels que T.S. Eliot, Virginia Woolf et Harold Monro (en).
William Empson écrit de nombreux articles de recensions, de critiques de livres, de films et de pièces de théâtres pour la Cambridge Review et The Granta et lance avec Jacob Bronowski, Humphrey Jennings et Hugh Sykes Davies un magazine traitant de l'avant garde, la revue Experiment. William Empson devient le président d'une société The Heretics, un groupe d'échanges humanistes.
William Empson est, à son corps défendant, présenté comme un rival du poète W. H. Auden, or lui-même se considère comme un poète mineur. Ses premiers poèmes sont publiés en 1929 au sein de la revue Cambrige Poetry, éditée et diffusée par la maison d'édition Hogarth Press, fondée et dirigée par Leonard Woolf et Virginia Woolf. L'intensité métaphysique et la force émotionnelle qui se dégagent de sa poésie sont remarquées par le critique littéraire F. R. Leavis qui lui consacre un article dans la revue Cambridge Poetry où il considère William Empson comme le successeur du poète John Donne. La première édition de son recueil de critiques littéraires, Seven Types of Ambiguity (en), qu'il a commencé à rédiger en 1928 est édité en novembre 1930, essai qu'il oppose à l’esthétique de Ivor Armstrong Richards. Seven Types of Ambiguity est considéré comme le fondement du mouvement de critique littéraire dit New criticism.

#### Années 1931-1939
Diffamé par le puritanisme, William Empson part au Japon en 1931 enseigner la littérature anglaise à l'Université de Tokyo. Les relations entre le Japon et le Royaume-Uni se dégradant, il part en 1934 enseigner à l'Université Nationale de Pékin, il y restera jusqu'en 1948, date à laquelle il est embauché comme professeur de littérature anglaise au Kenyon College à Gambier dans l'Ohio. Durant la Seconde Guerre mondiale, il travaille pour la BBC comme rédacteur en chef pour le département de l'Extrême-Orient.
En 1952, il se décide à rentrer au Royaume-Uni, après un bref passage au Gresham College de Londres, il accepte en 1953, un poste de professeur à l'Université de Sheffield, il y restera jusqu'à sa retraite en 1972.

### Vie privée
En 1941, il épouse Ester Henrietta "Hetta" Crouse.
William Empson décède chez lui le 15 avril 1984 des suites d'une cirrhose du foie. Sa dépouille est incinérée, ses cendres sont dispersées sur les terres du cottage de son fils Jacob à Harwood Dale dans le Yorkshire du Nord,

## Hommage
Le Winchester College, crée la  "William Empson Society" en 1986.

## Œuvres

### Recueils de poèmes
- Collected Poems, New York, Harcourt, Brace and Co. (réimpr. 1949, 1956, 1962, 1969, 1984, 2000, 2011) (1re éd. 1935), 135 p. (ISBN 9780701205553, OCLC 463383427, lire en ligne),

### Essais et critiques littéraire
- Seven Types of Ambiguity, New York, New Directions (réimpr. 1947, 1963, 1966, 1973, 1995, 2004) (1re éd. 1930), 280 p. (ISBN 9780712645577, lire en ligne),
- Some Versions of Pastoral, Londres, Chatto & Windus (réimpr. 1950, 1960, 1966, 1968, 1974, 1995) (1re éd. 1935), 246 p. (ISBN 9780140231472, OCLC 849266849, lire en ligne),
- English pastoral poetry, New York, W.W. Norton & Co. (réimpr. 1972, 2018, 2021) (1re éd. 1938), 312 p. (ISBN 9781014238207, OCLC 26488668, lire en ligne),
- The Structure of Complex Words, Londres, Chatto & Windus, (réimpr. 1952, 1964, 1969, 1977, 1979, 1985, 1989, 1995, 2000, 2020) (1re éd. 1951), 498 p. (ISBN 9780198713432, OCLC 1237368345, lire en ligne),
- Milton's God, Londres, Chatto & Windus (réimpr. 1965, 1979, 1981, 2021) (1re éd. 1961), 288 p. (ISBN 9781014306630, OCLC 1420818968, lire en ligne),
- Using Biography, Londres et Cambridge (Massachusetts), Chatto & Windus, Harvard University Press, 1984, 288 p. (ISBN 9780701128890, OCLC 11676450, lire en ligne),
- David Pirie (dir.), Essays on Shakespeare, Cambridge (Cambridgeshire), Royaume-Uni, Cambridge University Press, coll. « Cambridge Paperback Library » (réimpr. 1988, 1994, 1999) (1re éd. 1986), 260 p. (ISBN 9780521311502, OCLC 12970471, lire en ligne),
- John Haffenden (dir.), The Royal Beasts And Other Works, Londres, Chatto & Windus (réimpr. 1988) (1re éd. 1986), 216 p. (ISBN 9780877451952, OCLC 792898105, lire en ligne),
- Faustus and the Censor, Oxford, Royaume-Uni, Blackwell (réimpr. 1987) (1re éd. 1986), 258 p. (ISBN 9780631156758, OCLC 1106565845, lire en ligne),
- Argufying : Essays on Literature and Culture  (préf. John Haffenden), Londres et Iowa City, Chatto & Windus et University of Iowa Press, 1987, 680 p. (ISBN 9780877451983, OCLC 715806006, lire en ligne),
- John Haffenden (dir.), Essays on Renaissance Literature, vol. 1 : Donne and the New Philosophy, Cambridge, Massachusetts, Cambridge University Press, 1995, 326 p. (ISBN 9780521483605, OCLC 26094365, lire en ligne),
- John Haffenden (dir.), Essays on Renaissance Literature, vol. 2 : The Drama, Cambridge, Massachusetts, Cambridge University Press (réimpr. 2007) (1re éd. 1994), 312 p. (ISBN 9780521033800, OCLC 26094365, lire en ligne),
- Rupert Arrowsmith, The Face of the Buddha, Oxford, Royaume-Uni, Oxford University Press, 2016, 208 p. (ISBN 9780199659678, OCLC 1033738340),

### Correspondance
- John Haffenden (dir.), Selected Letters of William Empson, Oxford, Royaume-Uni, Oxford University Press (réimpr. 2008, 2009) (1re éd. 2006), 804 p. (ISBN 9780199286843, OCLC 1252915979, lire en ligne),

### Articles

#### Années 1930-1939
- « Reflection from Rochester », Poetry, vol. 49, no 2,‎ novembre 1936, p. 68-69 (2 pages) (lire en ligne ),
- « A London Letter », Poetry, vol. 49, no 4,‎ janvier 1937, p. 218-222 (5 pages) (lire en ligne ),
- « Review: Foundations of Despair », Poetry, vol. 49, no 4,‎ janvier 1937, p. 228-231 (4 pages) (lire en ligne ),
- « Bacchus IV », Poetry, vol. 49, no 4,‎ janvier 1937, p. 188-189 (2 pages) (lire en ligne ),
- « Correspondence », Poetry, vol. 49, no 4,‎ janvier 1937, p. 237 (1 page) (lire en ligne ),
- « Review: A Masterly Synthesis », Poetry, vol. 55, no 3,‎ décembre 1939, p. 154-157 (4 pages) (lire en ligne ),

#### Années 1940-1949
- « Bacchus III », Poetry, vol. 56, no 1,‎ avril 1940, p. 18 (1 page) (lire en ligne ),
- « Basic English and Wordsworth (A Radio Talk) », The Kenyon Review, vol. 2, no 4,‎ automne 1940, p. 449-457 (9 pages) (lire en ligne ),
- « Thy Darling in an Urn », The Sewanee Review, vol. 55, no 4,‎ octobre - décembre 1947, p. 691-697 (7 pages) (lire en ligne ),
- « The Structure of Complex Words », The Sewanee Review, vol. 56, no 2,‎ printemps 1948, p. 230-250 (21 pages) (lire en ligne ),
- « Emotions in Words Again », The Kenyon Review, vol. 10, no 4,‎ automne 1948, p. 579-601 (23 pages) (lire en ligne ),
- « Review: The Horrors of "King Lear" », The Kenyon Review, vol. 11, no 2,‎ printemps 1949, p. 342+344-346+348+350-354 (10 pages) (lire en ligne ),
- « Fool in "Lear" », The Sewanee Review, vol. 57, no 2,‎ printemps 1949, p. 177-214 (38 pages) (lire en ligne ),
- « Review: A Doctrine of Aesthetics », The Hudson Review, vol. 2, no 1,‎ printemps 1949, p. 94-97 (4 pages) (lire en ligne ),
- « Donne and the Rhetorical Tradition », The Kenyon Review, vol. 11, no 4,‎ automne 1949, p. 571-587 (17 pages) (lire en ligne ),

#### Années 1950-1959
- « The Verbal Analysis », The Kenyon Review, vol. 12, no 4,‎ automne 1950, p. 594-601 (8 pages) (lire en ligne )
- « Wit in the Essay on Criticism », The Hudson Review, vol. 2, no 4,‎ hiver 1950, p. 559-577 (19 pages) (lire en ligne ),
- « Sense in the Prelude », The Kenyon Review, vol. 13, no 2,‎ printemps 1951, p. 285-302 (18 pages) (lire en ligne ),
- « Dover Wilson on "Macbeth" », The Kenyon Review, vol. 14, no 1,‎ hiver 1952, p. 84-102 (19 pages) (lire en ligne ),
- « "Hamlet" When New », The Sewanee Review, vol. 61, no 1,‎ hiver 1952-1953, p. 15-42 (28 pages) (lire en ligne ),
- « "Hamlet" When New (Part II) », The Sewanee Review, vol. 61, no 2,‎ printemps 1953, p. 185-205 (21 pages) (lire en ligne ),
- « Falstaff and Mr. Dover Wilson », The Kenyon Review, vol. 15, no 2,‎ printemps 1953, p. 213-262 (50 pages) (lire en ligne ),
- « Review: The Pride of Othello », The Kenyon Review, vol. 16, no 1,‎ hiver 1954, p. 163-166 (4 pages) (lire en ligne ),
- « Review: Still the Strange Necessity », The Sewanee Review, vol. 63, no 3,‎ juillet - septembre 1955, p. 471-479 (9 pages) (lire en ligne ),
- « The Theme of Ulysses », The Kenyon Review, vol. 18, no 1,‎ hiver 1956, p. 26-52 (27 pages) (lire en ligne ),
- « Donne the Space Man », The Kenyon Review, vol. 19, no 3,‎ été 1957, p. 337-399 (63 pages) (lire en ligne ),
- « Tom Jones », The Kenyon Review, vol. 20, no 2,‎ printemps 1958, p. 217-249 (33 pages) (lire en ligne ),

#### Années 1960-1969
- « The Satan of Milton », The Hudson Review, vol. 13, no 1,‎ printemps 1960, p. 33-59 (27 pages) (lire en ligne ),
- « A Defense of Delilah », The Sewanee Review, vol. 68, no 2,‎ avril - juin 1960, p. 240-255 (16 pages) (lire en ligne ),
- « Volpone », The Hudson Review, vol. 21, no 4,‎ hiver 1968-1969, p. 651-666 (16 pages) (lire en ligne ),
- « The Alchemist », The Hudson Review, vol. 22, no 4,‎ hiver 1969 - 1970, p. 595-608 (14 pages) (lire en ligne ),

#### Années 1970-1984
- « Review: The Voice of the Underdog », The Journal of General Education, vol. 26, no 4,‎ hiver 1975, p. 335-341 (7 pages) (lire en ligne ),
- « Reading the Epic of Gilgamesh », The Journal of General Education, vol. 27, no 4,‎ hiver 1976, p. 241-254 (14 pages) (lire en ligne ),
- « Yeats and Byzantium », Grand Street, vol. 1, no 4,‎ été 1982, p. 67-95 (29 pages) (lire en ligne ),

## Archives
Les archives de William Empson sont déposées à la bibliothèque Houghton Library de l'université Harvard à la bibliothèque de l'Université de Sheffield.

## Pour approfondir

#### Notices dans des encyclopédies et manuels de références
- (en-GB) Brian Howard Harrison (dir.), Lawrence Goldman (dir.) et John Haffenden, Oxford Dictionary of National Biography, vol. 18 : Ela-Fancourt, Oxford, Royaume-Uni, Oxford University Press, 2004, 998 p. (ISBN 9780198614111, lire en ligne), p. 428-433. ,

#### Essais et biographies
- (en-US) J.H. Willis, William Empson, New York, Columbia University Press, coll. « Columbia Essays on Modern Writer » (no 39), 1969, 56 p. (ISBN 9780231031318, OCLC 92115, lire en ligne),
- (en-US) Roger Sale, Modern Heroism : Essays on D.H.Lawrence, William Empson, and J.R.R.Tolkien, Berkeley, Californie, University of California Press (réimpr. 1975, 2021) (1re éd. 1973), 284 p. (ISBN 9780520356580, OCLC 1152487580, lire en ligne),
- (en-GB) Philip Gardner et Averil Gardner, The God approached : A commentary on the poems of William Empson, Londres, Chatto & Windus, 1978, 232 p. (ISBN 9780701122133, OCLC 4297857, lire en ligne),
- (en-GB) Christopher Norris, William Empson and the Philosophy of Literary Critics, Londres, Athlone Press (réimpr. 2000, 2014) (1re éd. 1978), 240 p. (ISBN 9781472509703, OCLC 4171603, lire en ligne),
- (en-US) Paul H. Fry (préf. Christopher Norris), William Empson : Prophet Against Sacrifice, New York et Londres, Routledge, coll. « Critics of the Twentieth Century » (réimpr. 2014) (1re éd. 1991), 208 p. (ISBN 9781138009080, OCLC 23214188, lire en ligne),
- (en-GB) John Constable, Critical Essays on William Empson, Aldershot, Royaume-Uni et Brookfield, Vermont, Scolar Press et   Ashgate, coll. « Critical Thought Series » (no 3), 1993, 584 p. (ISBN 9780859678841, OCLC 28215878, lire en ligne),
- (en-GB) John Haffenden, William Empson, vol. 1 : Among the Mandarins, Oxford (Royaume-Uni) et New York, Oxford University Press (réimpr. 2009, 2023) (1re éd. 2005), 720 p. (ISBN 9780199276592, OCLC 1264806410),
- (en-GB) John Haffenden, William Empson, vol. 2 : Against the Christians, Oxford (Royaume-Uni) et New York, Oxford University Press (réimpr. 2009) (1re éd. 2006), 846 p. (ISBN 9780199539925, OCLC 608623371, lire en ligne),

#### Articles anglophones
- Elder Olson, « William Empson, Contemporary Criticism and Poetic Dictio », Modern Philology, vol. 47, no 4,‎ mai 1950, p. 222-252 (31 pages) (lire en ligne ),
- Roger Sale, « The Achievement of William Empson », The Hudson Review, vol. 19, no 3,‎ automne 1966, p. 369-390 (22 pages) (lire en ligne ),
- Veronica Forrest-Thomson, « Rational Artifice: Some Remarks on the Poetry of William Empson », The Yearbook of English Studies, vol. 4,‎ 1974, p. 225-238 (14 pages) (lire en ligne ),
- Barbara Hardy, « William Empson and "Seven Types of Ambiguity" », The Sewanee Review, vol. 90, no 3,‎ été 1982, p. 430-439 (10 pages) (lire en ligne ),
- M. C. Bradbrook, « Sir William Empson (1906-1984): A Memoir », The Kenyon Review, New Series, vol. 7, no 4,‎ automne 1985, p. 106-115 (10 pages) (lire en ligne ),
- George Watson, « Prophet against God: William Empson (1906-84) », The Hudson Review, vol. 49, no 1,‎ printemps 1996, p. 75-86 (12 pages) (lire en ligne ),
- Clara Claiborne Park, « Ambiguities, Complexities, Puzzles: A Late Encounter with William Empson », The Hudson Review, vol. 59, no 1,‎ printemps 2006, p. 53-65 (13 pages) (lire en ligne ),
- Clive James, « William Empson », Poetry, vol. 200, no 1,‎ avril 2012, p. 64-65 (2 pages) (lire en ligne ),
- Bejamin Kohlman, « An Honest Decade: William Empson and the Ambiguities if Writing in the 1930s », ELH, vol. 80, no 1,‎ printemps 2013, p. 221-249 (29 pages) (lire en ligne ),
- (en-US) John Gray, « It’s unfashionable to call someone a “genius” – but William Empson was one » , sur The New Statesman, 28 juin 2016.
- Michael Gavin, « Vector Semantics, William Empson, and the Study of Ambiguity », Critical Inquiry, vol. 44, no 4,‎ été 2018, p. 641-673 (33 pages) (lire en ligne ),